# Jæren tingrett

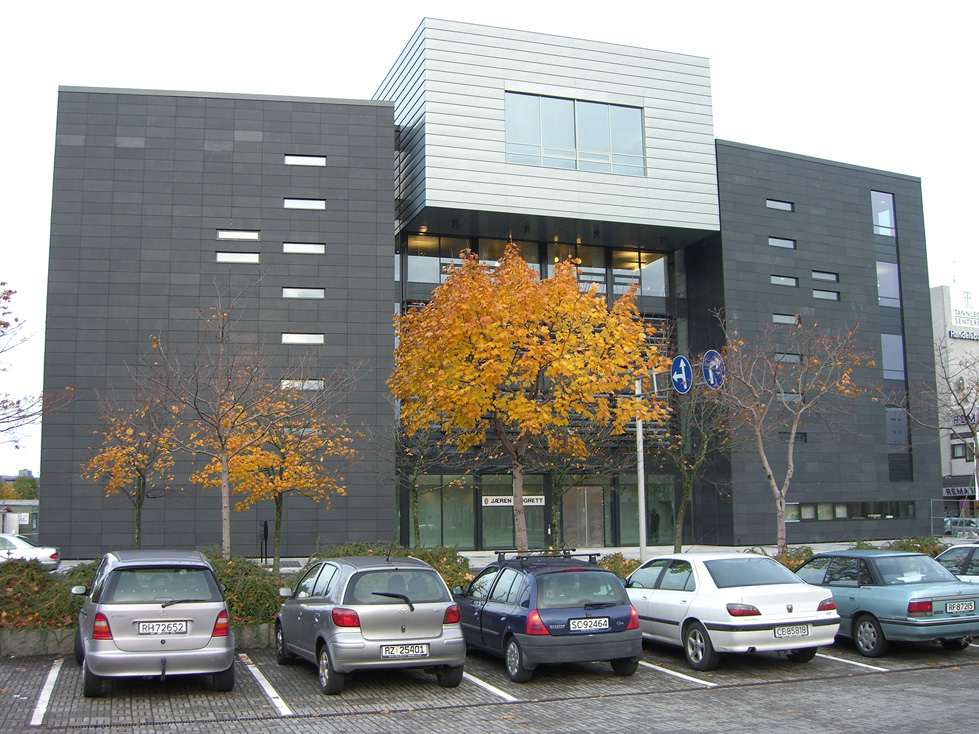
Tinghus in Sandnes

Jæren tingrett is een tingrett (kantongerecht) in de Noorse fylke Rogaland. Het gerecht is gevestigd in Sandnes. Het huidige tingrett ontstond in 2006 toen het tingrett voor Ryfylke werd opgeheven en het gerecht in Sandnes fuseerde met het oude Jæren. Het oude gerecht had zijn zetel in Bryne.
Het gerechtsgebied omvat de gemeenten Sandnes, Gjesdal, Klepp, Time en Hå.  Tot 2007 hoorde ook de gemeente Sola tot het rechtsgebied. Sola werd in dat jaar overgeheveld naar het tingrett in Stavanger. 
Jæren maakt deel uit van het ressort van Gulating lagmannsrett. In zaken waarbij beroep is ingesteld tegen een uitspraak van Jæren zal de zitting van het lagmannsrett meestal worden gehouden in Stavanger. De naam Jæren verwijst naar het historische district.